# Carl Piper
Carl, hrabia Piper (ur. 29 lipca 1647 w Sztokholmie, zm. 29 maja 1716 w Szlisselburgu) – szwedzki polityk. Po ukończeniu Uniwersytetu w Uppsali, wszedł w służby dyplomatyczne. Benedict Oxenstjerna (ambasador) zabrał go ze sobą do Rosji w roku 1673. Piper szybko przyciągnął uwagę Karola XI.
W roku 1679 został sekretarzem handlu. W tym samym roku uszlachcono go. W 1689 został jednym z sekretarzy stanu. Karol XI polecił na łożu śmierci usługi Pipera swemu synowi (Karol XII) Piper zyskał posłuch u króla, który mu ufał bardziej niż jakiemukolwiek innemu ministrowi. W roku 1697 Piper został senatorem i zajął się sprawami wewnętrznymi.
W roku 1698 nadano mu tytuł hrabiego. W roku 1702 został kanclerzem uniwersytetu w Uppsali.
Przez pierwszą połowę wojny północnej (1700–1721) był de facto pierwszym ministrem. Jako członek „szkoły politycznej”, którą stworzył Benedict Oxenstjerna, Piper był pacyfistą. Sprzeciwiał się próbom zdetronizowania Augusta II, najazdowi na Saksonię (1706) i Ukrainę (1708–1709). Nalegał na przyjęcie kolejnych ofert pokojowych, które wysyłał car Piotr Wielki. Karierę Pipera zakończyła bitwa pod Połtawą (1709), w której dostał się do niewoli. Ostatnie lata życia spędził jako jeniec w Rosji. Zmarł w twierdzy Szlisselburg 29 maja 1716 roku.
Jego dziećmi byli:
- Carl Fredrik Piper
- Charlotta Christina Piper (jej mężem został Ture Gabriel Bielke).